# Oh Man-ho
Oh Man-ho (ur. 7 sierpnia 1989) – południowokoreański zapaśnik walczący w stylu wolnym. Zajął dwudzieste miejsce na mistrzostwach świata w 2021. Zdobył srebrny medal na igrzyskach azjatyckich w 2014. Dwunasty na mistrzostwach Azji w 2014. Brązowy medalista mistrzostw Azji juniorów w 2009 roku.